# Primera dinastía de Babilonia
La cronología de la primera dinastía de Babilonia es debatida. Hay una Lista A de reyes de Babilonia y una Lista B de los reyes de Babilonia. En esta cronología, son utilizados los años de reinado de la lista A, debido a su amplio uso. Los reinados de la lista B son más prolongados en general.
| Rey                      | Reinado              | Comentarios                                                                             |
| ------------------------ | -------------------- | --------------------------------------------------------------------------------------- |
| Sumu-Abum o Su-abu       | ca. 1830—1817 a. C.  | Contemporáneo de Ilū-šuma de Asiria                                                     |
| Sumu-la-El               | ca. 1817—1781 a. C.  | Contemporáneo de Ērišum de Asiria                                                       |
| Sabium o Sabum           | ca. 1781—1767 a. C.  | Hijo de Sumu-la-El                                                                      |
| Apil-Sîn                 | ca. 1767—1749 a. C.  | Hijo de Sabium                                                                          |
| Sîn-Muballit             | ca. 1748—1729 a. C.  | Hijo de Apil-Sîn                                                                        |
| Hammurabi                | ca. 1728—1686 a. C.  | Contemporáneo de Zimri-Lim de Mari, Siwe-palar-huppak de Elam, y Šamši-Adad I de Asiria |
| Šamšu-iluna              | ca. 1686—1648 a. C.  | Hijo de Hammurabi                                                                       |
| Abī-Ešuḫ o Abieshu       | ca. 1648—1620 a. C.  | Hijo de Šamšu-iluna                                                                     |
| Ammi-ditana              | ca. 1620—1583 a. C.  | Hijo de Abī-Ešuḫ                                                                        |
| Ammi-Saduqa o Ammisaduqa | ca. 1582—1562 a. C.C | Tablilla de Venus de Ammisaduqa                                                         |
| Šamšu-ditana             | ca. 1562—1531 a. C.  | Saqueo de Babilonia                                                                     |

## Origen de la primera dinastía
Los orígenes reales de la dinastía son bastante difíciles de determinar con certeza, ya que la misma Babilonia, debido al nivel freático deja muy pocos materiales arqueológicos intactos. Así, cualquier evidencia debe provenir de las regiones circundantes y los registros escritos. No se sabe mucho acerca de los reyes de Sumu-Abum y Sîn-Muballit, que no sea el hecho de que eran amorreos en lugar de indígenas acadios. Lo que se sabe, sin embargo, es que ocupaban poca tierra. Cuando Hammurabi (también amorreo) ascendió al trono de Babilonia, el imperio solo consistía en unas pocas ciudades en los alrededores: Dilbat, Sippar, Kiš, y Borsippa. Una vez Hammurabi, rey, sus victorias militares ganaron terreno para el imperio. Sin embargo, Babilonia se mantuvo, pero varias áreas importantes de Mesopotamia, junto con Asiria, pasaron a manos de Šamši-Adad I y de Larsa, entonces gobernado por Rim-Sîn II.
A los treinta años de Hammurabi como rey, comenzó a establecer Babilonia como el centro de lo que sería un gran imperio. En ese año, conquistó Larsa de Rim-Sîn II, ganando así el control sobre los centros urbanos lucrativos de Nippur, Ur, Uruk e Isin. En esencia, Hammurabi obtuvo el control sobre todo el sur de Mesopotamia. El otro formidable poder político en la región en el segundo milenio era Ešnunna, que Hammurabi logró capturar en c. 1761 a. C.. Babilonia explotó rutas comerciales de Ešnunna, establecimientos comerciales, y la estabilidad económica que viene con ellos. No pasó mucho tiempo antes de que el ejército de Hammurabi conquistara Asiria (otra potencia económica) y partes de la montes Zagros. En 1760 a. C., Hammurabi finalmente capturó Mari, la última pieza del rompecabezas que le dio el control sobre prácticamente todo el territorio que conformaba Mesopotamia en la Tercera Dinastía de Ur en el 3.er milenio. El otro nombre de Hammurabi era Hammurapi-ilu que significa «Hammurapi es dios» o «el dios Hammurapi».
Una traducción reciente de la tablilla Chogha Gavaneh que se remontan a 1800 a. C. indica que hubo contactos estrechos entre esta ciudad situada en el valle interandino de Islamabad en Zagros central y la región del Dyala.
La Tablilla de Venus de Ammisaduqa (es decir, varias versiones antiguas en tablillas de arcilla) son famosos, y varios libros se han publicado acerca de ellos. Varias fechas se han ofrecido pero las fechas antiguas de muchos libros de referencia parecen ser obsoletas e incorrectas. Hay otras dificultades: el lapso de 21 años de las observaciones detalladas del planeta Venus puede o no coincidir con el reinado de este rey, porque su nombre no se menciona, solo el Año del Trono Dorado. Algunas fuentes, (alguna impresa hace casi un siglo), afirman que el texto original menciona una ocultación de Venus por la Luna. Sin embargo, esto puede ser una mala interpretación. Cálculos soportan 1659 por la caída de Babilonia, sobre la base de la probabilidad estadística de citas basado en observaciones del planeta. La cronología media actualmente aceptada es demasiado bajo desde el punto de vista astronómico.
Un texto sobre el caída de Babilonia por los hititas de Mursili I, al final del reinado de Šamšu-ditana, que hablaba de un eclipse doble es crucial para una cronología babilónica correcta. El par de eclipses lunares y solares se produjo en el mes Shimanu (Sivan). El eclipse lunar tuvo lugar el 9 de febrero de 1659 antes de Cristo. Comenzó a las 04:43 y terminó a las 6:47. 
Este último era invisible que satisface el disco que le dice que la luna fue eclipsada. 
El eclipse solar se produjo el 23 de febrero de 1659. Comenzó a las 10:26, tiene su máximo a las 11:45 y terminó a las 13:04.
La segunda dinastía de Babilonia fue la Dinastía I del País del Mar, seguida de la Dinastía Casita. Estas tres primeras dinastías se desarrollaron durante la era Edad del Bronce.